# 日本口腔顎顔面外傷学会
日本口腔顎顔面外傷学会（にほんこうくうがくがんめんがいしょうがっかい、Japanese Society of Oral and Maxillofacial Traumatology）とは、口腔顎顔面外傷について取り扱う専門学術団体の一つである。

## 概要
1999年9月4日（日本口腔顎顔面外傷研究会として設立）。2002年に日本口腔顎顔面外傷学会へ名称変更。2014年現在、理事長は又賀泉。

## 本部事務局
260-8677 千葉県千葉市中央区亥鼻1-8-1 千葉大学医学部附属病院 歯科・顎・口腔外科 臨床研究室内

## 役員
- 初代理事長 橋本賢二 (-2006年）
- 第二代理事長 田川俊郎 (2006年 - 2012年）
- 第三代理事長 鎌田伸之（2012年 - 2013年4月11日（死去））
- 第四代理事長 又賀泉 (2013年 - ）

## 学会誌
- 『口腔顎顔面外傷』年2回発刊 ISSN:1347-9903

## 大会等
| 年     | 月日    | 名称                                              | 会長     | 会場                       | テーマ                                     | 参加者数 | 備考   |
| ------ | ------- | ------------------------------------------------- | -------- | -------------------------- | ------------------------------------------ | -------- | ------ |
| 1999年 | 9月4日  | 発起人会、設立総会、第1回日本口腔顎顔面外傷研究会 |          | アクトシティ浜松           |                                            |          | [ 3 ]  |
| 2000年 | 7月     | 第2回日本口腔顎顔面外傷研究会                     | 白数力也 |                            |                                            |          | [ 3 ]  |
| 2001年 | 6月     | 第3回日本口腔顎顔面外傷研究会                     | 山本美朗 |                            |                                            |          | [ 3 ]  |
| 2006年 | 7月     | 第8回日本口腔顎顔面外傷学会総会・学術大会         | 杉原一正 |                            |                                            |          | [ 4 ]  |
| 2008年 | 7月20日 | 第10回日本口腔顎顔面外傷学会総会・学術大会        | 佐藤泰則 | 野口英世記念会館           |                                            |          | [ 5 ]  |
| 2011年 | 7月16日 | 第13回日本口腔顎顔面外傷学会総会・学術大会        | 迫田隅男 | シーガイア                 |                                            |          | [ 6 ]  |
| 2012年 | 7月21日 | 第14回日本口腔顎顔面外傷学会総会・学術大会        | 又賀泉   | 日本歯科大学新潟生命歯学部 |                                            |          | [ 7 ]  |
| 2013年 | 7月13日 | 第15回日本口腔顎顔面外傷学会総会・学術大会        | 篠原正徳 | 熊本県歯科医師会館         | 顎骨骨折の診断と治療                       |          | [ 8 ]  |
| 2014年 | 7月19日 | 第16回日本口腔顎顔面外傷学会総会・学術大会        | 領家和男 | 米子コンベンションセンター | 高齢社会における顎顔面外傷の診断と治療     |          | [ 9 ]  |
| 2015年 | 7月11日 | 第17回日本口腔顎顔面外傷学会総会・学術大会        | 藤田茂之 | 和歌山県立医科大学         | 全身多発外傷における顎顔面外傷の診断と治療 |          | [ 10 ] |

## 関連事項
- 歯学／歯科
- 口腔外科学
- 学会の一覧／研究会